# Colurella tesselata
Colurella tesselata är en hjuldjursart som först beskrevs av Glascott 1893.  Colurella tesselata ingår i släktet Colurella och familjen Lepadellidae. Arten är reproducerande i Sverige. Inga underarter finns listade i Catalogue of Life.